# کوشلشتورف
کوشلشتورف (به آلمانی: Köchelstorf) یک منطقهٔ مسکونی در آلمان است که در Wedendorfersee واقع شده‌است. کوشلشتورف  ۳۹۴ نفر جمعیت دارد.